# Model atomu Gryzińskiego
Model atomu Gryzińskiego (teoria Gryzińskiego) – model atomu wodoru i helu oraz model zjonizowanego atomu wodoru, zaproponowany przez Michała Gryzińskiego,  będący modyfikacją modelu Bohra.
Elektron  w modelu Gryzińskiego podobnie jak w modelu Bohra jest zlokalizowany i punktowy. W modelu tym jednak elektrony nie krążą po orbicie, lecz spadają na jądro, a następnie są od niego odpychane przez siłę Lorentza ze względu na posiadany przez nie i przez jądro moment magnetyczny. W atomie wodoru elektrony poruszają się zatem po trajektorii, którą Gryziński nazwał radiolą.
Według jej zwolenników teoria Gryzińskiego daje nadzieję na opisanie atomu bez potrzeby użycia mechaniki kwantowej. Teoria nie została zaakceptowana przez większość fizyków i chemików. Podstawowym jej problemem, podobnie jak to było z modelem Bohra, jest niemożność zaadaptowania tego modelu do atomów posiadających więcej niż dwa elektrony i uzgodnienia tego modelu ze znanymi faktami na temat natury wiązań chemicznych i geometrii cząsteczek chemicznych. 

## Literatura
- Michał Gryziński: Sprawa atomu. Warszawa: Homo-Sapiens, 2002. ISBN 83-905124-8-3. Brak numerów stron w książce,
- Michał Gryziński: Hydrogen atom: electron in the atom moves radially. 1993-03-19. [dostęp 2010-08-06]. [zarchiwizowane z tego adresu (2011-05-04)]. (ang.).
- Michał Gryziński. Classical Theory of Electronic and Ionic Inelastic Collisions. „Physical Review”. 115 (2), s. 374-383, 1959. DOI: 10.1103/PhysRev.115.374.
- Michał Gryziński. Radially Oscillating Electron-the Basis of the Classical Model of the Atom. „Physical Review Letters”. 14 (26), s. 1059-1059, 1965. DOI: 10.1103/PhysRevLett.14.1059.
- Michał Gryziński. Ramsauer Effect as a Result of the Dynamic Structure of the Atomic Shell. „Physical Review Letters”. 24 (2), s. 45-47, 1970. DOI: 10.1103/PhysRevLett.24.45.